# Viscount Teviot
Viscount (of) Teviot war ein erblicher britischer Adelstitel in der Peerage of Scotland.

## Verleihungen
Der Titel wurde erstmals am 20. Oktober 1685 von König Jakob VII. für den englischen Unterhausabgeordneten Hon. Robert Spencer, geschaffen. Dieser war ein Sohn des William Spencer, 2. Baron Spencer of Wormleighton und jüngerer Bruder des Henry Spencer, 1. Earl of Sunderland. Der Titel erlosch mit dem Suizid des kinderlosen 1. Viscounts am 20. Mai 1694.
In zweiter Verleihung wurde der Titel am 4. Dezember 1696 von König Wilhelm II. für seinen General Sir Thomas Livingstone, 2. Baronet, neu geschaffen. Zusammen mit der Viscountwürde wurde ihm der nachgeordnete Titel Lord Livingstone of Peebles verliehen. Er hatte bereits 1673 von seinem Vater den Titel Baronet, of Newbigging in the County of Lanark, geerbt, der diesem am 29. Juni 1627 in der Baronetage of Nova Scotia verliehen worden war. 1697 sollte sein Lokalrivale William Douglas, ein jüngerer Sohn des William Douglas, 1. Marquess of Queensberry, zum Earl of March und Viscount of Peebles erhoben werden. Livingstone erhob dagegen Einspruch, da sich die beiden auf die Stadt Peebles bezogenen Titel überschnitten. Sein Rivale konnte sich jedoch durchsetzen, woraufhin Livingsstones Titel eines Lord Livingstone of Peebles am 30. März 1697 mit rückwirkender Präzedenz zum 4. Dezember 1696 in Lord Livingstone of Hyndford umbenannt wurde. Seine Peerwürden erloschen beim kinderlosen Tod des 1. Viscounts am 17. Januar 1711. Sein Baronettitel fiel an seinen jüngeren Bruder Alexander.

## Liste der Viscounts Teviot

### Viscounts Teviot, erste Verleihung (1685)
- Robert Spencer, 1. Viscount Teviot (1629–1694)

### Viscounts Teviot, zweite Verleihung (1696)
- Thomas Livingstone, 1. Viscount Teviot (1651–1711)